# Luigi Micheletti Award
Luigi Micheletti Award är ett prestigefyllt pris till museer med fokus på samtidens historia, vetenskap samt det industriella och sociala kulturarvet i Europa. Priset instiftades år 1995 av Micheletti Foundation och European Museum Forum under beskydd av Europarådet.
Micheletti Foundation grundades 1981 av Luigi Micheletti (1927-1994) i Italien. Han var en av de främsta gynnarna av industri- och arbetslivsmuseet ”musil” (Museo dell'industria e del lavoro) i Brescia. Stiftelsen blev snart ett viktigt arkiv på området för samtida historia och en av de första italienska institutioner som arbetade med bevarandet av det industriella arvet. Idag är Micheletti Foundation ett forskningscentrum som specialiserat sig på 1900-talets industrihistoria. Priset administreras av European Museum Academy.
Första pristagaren utsågs 1996 och blev DASA – Arbeitswelt Ausstellung i Dortmund, Tyskland. Bland pristagarna finns även två museer från Sverige: Ekomuseum Bergslagen som fick priset år 1998 och Tom Tits Experiment som belönades år 2006.